# Sarajevo (francia film)
Sarajevo[forrás?] (franciául: De Mayerling à Sarajevo) 1940-ben készült francia történelmi film, Max Ophüls rendezésében. A cselekmény az Osztrák–Magyar Monarchia történelmének utolsó, sorsdöntő 25 évét foglalja össze, a mayerlingi tragédiától az első világháború kitörésééig. Franciaországban a filmet 1940. május 1-jén mutatták be, csupán néhány nappal a német támadás megindulása előtt.  

## Cselekmény
A történet 1889-ben kezdődik a mayerlingi tragédiával, amikor Rudolf főherceg, Ferenc József császár és király egyetlen fia, az Osztrák–Magyar Monarchia trónörököse agyonlövi szeretőjét, Mary Vetsera bárókisasszonyt, majd önmagával is végez. Az új trónörökös, Ferenc Ferdinánd főherceg, Ferenc József unokaöccse megismerkedik Chotek Zsófia cseh grófnővel, egymásba szeretnek és 1900-ban össze is házasodnak, az uralkodó tilalma és az udvaroncok neheztelése ellenére.
Ferenc Ferdinánd modernebb világnézete és reformtörekvései hamarosan összeütközésbe kerülnek az uralkodó konzervatív elveivel. A trónörökös rangon aluli házasságával amúgy is sok ellenséget szerez magának a bécsi udvarban, csak mostohaanyja, Mária Terézia özvegy főhercegné áll mellette. A császár visszautasítja Ferenc Ferdinánd reform-elképzeléseit, és csak saját tanácsadóira, a hadsereg és a titkosrendőrség vezetőire hallgat. Ferenc József távol akarja tartani a „zavarkeltő” trónörököst a bécsi udvartól, ezért kinevezi őt a Császári és Királyi Hadsereg főfelügyelőjévé. 1914 júniusában Ferenc Ferdinándnak szolgálati útra kell indulnia a nemrégiben bekebelezett Bosznia-Hercegovina tartományba. Feleségét, Chotek Zsófiát szörnyű rémlátomások gyötrik. Kikönyörgi, hogy elkísérhesse az útra szeretett férjét. Szarajevóban bekövetkezik Gavrilo Princip gyilkos merénylete, amelynek mindketten áldozatul esnek. Az Osztrák–Magyar Monarchia kormánya a Szerb Királyságot tartja bűnösnek a merényletért. Rövidesen hadat üzennek Szerbiának és megkezdődik az első világháború.
A film záró jelenetében a rendező, Max Ophüls figyelmeztet, hogy az 1914 júniusi történelmi krízis hasonló a film bemutatásának idején, 1940 május elején – néhány nappal a Franciaország elleni német támadás megindulása előtt – fennálló, éppen aktuális politikai válsághoz, mert az európai nagyhatalmak ismét egy nagy formátumú háborús konfliktus küszöbén állnak, melynek kimenetele (a film bemutatásának időpontjában) teljesen bizonytalannak látszott.

## Szereposztás
| Szerep                                      | Színész                           | Megj. |
| ------------------------------------------- | --------------------------------- | ----- |
| Ferenc Ferdinánd főherceg, trónörökös       | John Lodge                        |       |
| Chotek Zsófia grófnő, a trónörökös felesége | Edwige Feuillère                  |       |
| Ferenc József császár és király             | Jean Worms                        |       |
| Alfred von Montenuovo herceg, főudvarmester | Aimé Clariond                     |       |
| Janatschek                                  | Jean Debucourt                    |       |
| Ferenc Ferdinánd komornyikja                | Raymond Aimos                     |       |
| Mária Terézia özvegy főhercegné             | Gabrielle Dorziat                 |       |
| a Szerb Királyság nagykövete                | Henri Bosc                        |       |
| Bohuslaw Chotek gróf, Zsófia apja           | Gaston Dubosc                     |       |
| Frigyes főherceg                            | Marcel André                      |       |
| Izabella főhercegné                         | Colette Régis                     |       |
| Gavrilo Princip                             | Gilbert Gil, Jean-Paul Le Chanois |       |

## Bibliográfia
- Williams, Alan Larson. Republic of Images: A History of French Filmmaking. Harvard University Press, 1992